# Музеї Маріуполя
| Назва                                                          | Місцезнаходження                     | Короткий опис | Зображення |
| -------------------------------------------------------------- | ------------------------------------ | --- | ---------- |
| Маріупольський краєзнавчий музей                               | вул. Георгіївська, 20                | Маріупольський краєзнавчий музей - найстарший музей Донецької області. Установу засновано 6 лютого 1920 року за ініціативи та під керівництвом І.П. Коваленка. Його перша назва - Маріупольський повітовий центральний музей. У 1923-1937 рр. він мав назву Маріупольський повітовий музей краєзнавства. У 1937-1938 рр. - Донецький обласний музей краєзнавства в місті Маріуполі, а в 1938-1950 рр. - Сталінський обласний музей краєзнавства в місті Маріуполі. В результаті відновлення в м Сталіно обласного краєзнавчого музею, з 1951 р Жданівський (колишній Маріупольський) краєзнавчий музей став регіональним. З січня 1989 р у зв'язку з поверненням місту його історичної назви музей має сучасну назву. Основними напрямками роботи музею є вивчення природи та історії краю, народної та художньої культури жителів Донецького Приазов'я, науково-просвітницька, експозиційна діяльність і комплектування фондів. В музеї працюють чотири експозиційних відділи: відділ природи, відділ історії дорадянського періоду, відділ історії радянського періоду, відділ історії сучасної України. Обслуговуванням відвідувачів, організацією екскурсій, виставок, проведенням заходів займаються співробітники відділу науково-просвітницької та виставкової роботи. Структурним підрозділом музею є фонди, що зберігають близько 60 тисяч музейних предметів. Невід'ємна частина музею - наукова бібліотека, яка містить 16 тис. примірників книг, журналів і газет. Діє реставраційна майстерня. Маріупольський краєзнавчий музей має дві філії: Художній музей ім. Куїнджі, Музей народного побуту. З 2010 року при музеї працює археологічна експедиція, яка досліджуючи козацьке укріплення Кальміус, виявила поселення епохи середньовіччя (Салтівська культура) і неоліту. У 2008 році на базі музею відтворено Маріупольське краєзнавче товариство. Результати дослідницької праці співробітників втілені в численних виданнях, що розповідають про природу, історію та етнографію краю, про пам'ятники і людей Маріуполя. |            |
| Музей народного побуту                                         | вул. Георгіївська, 55                | Відкритий в 1989 році. Експозиція Музею народного побуту висвітлює особливості побуту людей різних національностей: українців, росіян, греків, євреїв, німців, що заселили територію Приазов'я в кінці XVIII - початку XIX ст., а також їх господарську діяльність і культуру. В експозиції діють розділи, присвячені побуту і культурі етнічних національних громад Приазов'я: «Побут і культура українського населення» (представлений інтер'єр української хати, подвір'я, сільськогосподарський реманент, домашні ремесла українців); «Побут і культура російського населення» (костюми, народні інструменти, приладдя для чаювання); «Греки Приазов'я» (повсякденний та святковий одяг, металевий посуд, зразки вишитих настінних рушників (Манді), декоративних тканин (Тохма); «Побут і культура єврейського населення» (копії чоловічого і жіночого єврейських костюмів, оригінальні предмети побуту: талес, стос, чотки, молитовник, тора, ханукальні свічки, пасхальне блюдо і ін.); «Побут і культура німецьких колоністів» (інтер'єр частини житлової кімнати, кухонне приладдя, меблі, книги, копія жіночого німецького костюма) |            |
| Міський Центр сучасного мистецтва і культури ім.А.І.Куїнджі    | пр. Металургів, 25                   | Міський центр сучасного мистецтва і культури ім. А.І. Куїнджі відкритий в 2004 році. На даний час Центр є одним з основних експозиційних центрів сучасного мистецтва міста Маріуполя і працює в напрямках живопису, скульптури, медальерного і ювелірного мистецтва. Основними формами роботи Центру є: • Виставки живопису. • Фотовиставки. • Приватні колекції. • Презентації. • Музичні салони, поетичні вечори, творчі зустрічі. • Майстер-класи. • Фестивалі. • Великомасштабні ART-проекти. Щорічно Центром проводяться близько 56 різноманітних експозицій з середньою відвідуваністю близько 73 тис. Осіб на рік. У 2005 р в складі Центру створено єдиний в Україні Музей медальерного мистецтва ім. Ю.В. Харабет. |            |
| Музей медальєра Юхима Харабета                                 | пр. Металургів, 25                   | Створено у 2005 році на базі Міського центру сучасного мистецтва і культури ім.А.І.Куїнджі. Він має у своєму складі експозиційну площу і художні фонди, представлені у всій різноманітності стильових напрямків мистецтва XX-ХХІ століття. Безпредметність і неокласика, монументалізм і камерна лірика, соцреалізм і поставангардний живопис складають художнє зібрання Музею. |            |
| Музей історії комбінату Ілліча                                 | вул. Семашка, 19                     | Відкритий 20 лютого 1987 року. Розповідає про історію ММК ім. Ілліча. |            |
| Художній музей імені Куїнджі                                   | вул. Георгіївська, 58                | 29 жовтня 2010 року в Маріуполі відкрито Художній музей ім. А.І. Куїнджі. Установа є філією Маріупольського краєзнавчого музею. Музей знаходиться в історичній частині міста, по вулиці Георгіївській, 58, в будівлі, побудованій на самому початку минулого століття, архітектурний стиль - модерн. Колекція музею налічує 650 живописних, 960 графічних творів, 150 скульптур, понад 300 творів декоративно-прикладного мистецтва. На першому поверсі музею, в 3-х залах розмістилися експозиції, що розповідають про життя і творчість Архипа Івановича Куїнджі: фотографії, документи, листи, предмети меблів того часу. У музеї представлені копії робіт А.І. Куїнджі в натуральну величину, а також оригінали: ескіз «Червоний захід», два етюди «Осінь. Крим» і «Ельбрус». В експозиції 4-го залу на першому поверсі представлені живописні та графічні роботи сучасників А.І.Куїнджі, в експозиційних залах другого поверху (5, 6 зали) експонуються картини, подаровані місту після проведення першої республіканської виставки пейзажу «Меморіал А.І. Куїнджі» в 1973 році. Експозиційні зали другого поверху також використовуються для експонування картин маріупольських художників, проведення виставок мистецтвознавчої спрямованості. У залах передбачено проведення інтерактивних програм, лекцій, зустрічей, демонстрацій фільмів про мистецтво, про творчість художників, проведення камерних музичних вечорів. |            |
| Музей Маріупольського морського торговельного порту            | проспект Луніна, 99                  | Експозиція музею, представлена в двох залах, розповідає про історію порту від заснування, до сучасності, працівників і керівництво порту, його розвиток і досягнення. В ній представлені копії історичних документів і фотографій, макети кораблів. Окремий стенд присвячений спортивним досягненням працівників порту. В центральній частині експозиції — невеличке діорамне зображення його перших будівель. |            |
| Музей імені Павлія                                             | вул. Чорноморська, 19                | |            |
| Народний музей історії ВАТ «Маріупольський комбінат Азовсталь» | вул. Трудових резервів, 1            | Заснований в 1968 році. |            |
| Музей історії греків Приазов'я                                 | Сартана, вул. Генерала Куркчи, 37-а  | Музей історії та етнографії греків Приазов'я в селищі Сартана заснований в 1987 році як музей на громадських засадах, а потім отримав статус народного музею. З 1997 року носить назву Музей історії та етнографії греків Приазов'я. Експозиція музею різнобічно відображає процес переселення греків з Кримського ханства в Приазов'ї в 1778-1780 роках, освоєння нового краю, розвиток господарської діяльності, збереження культурних традицій, розвиток греків Приазов'я до теперішнього часу. Експозиція «Історія греків Приазов'я» розкривається на тлі історичних подій, що відбуваються в Україні, в м Маріуполі, з переважанням місцевого матеріалу. Стаціонарні експозиції доповнюються виставками на теми: «Література і мистецтво греків Приазов'я», «Федерація грецьких товариств України: вчора, сьогодні, завтра». Письмові джерела (2224 одиниць зберігання) - рукописні і друковані - зберігаються в фондах музею. Тут можна ознайомитися з грамотами, посвідченнями, свідоцтвами, листами, чернетками творів місцевих авторів, нотами діячів музичного жанру, спогадами. |            |
| Музей історії Приазовського державного технічного університету | Маріуполь, вулиця Університетська, 7 | Відкритий як музей в колишній домовій церкві епархіального училища ще за часів Ждановського металургійного інституту. За часів СРСР використовувався як концертний зал |            |
| Музей ретрокомп'ютерів (Маріуполь)                             | вул. Архітектора Нільсена, 26        | Створено у 2003 році на базі приватної колекції Дмитра Черепанова. Він включає в себе експозиційну площу і фонди, де представлені як попередники комп'ютерів (магнітофони, різноманітні радіоприймачі, старі друкарські машинки, калькулятори, перші версії мобільних телефонів), так і перші зразки комп'ютерів (доби радянщини, перші комп'ютери, що виготовляли в Маріуполі, численні зразки комп'ютерів закордонних виробників). |            |
| Військово-історичний музей (Маріуполь)                         | вул. (Маріуполь)\|вул.]], 26         | Створено на базі приватної колекції пенсіонера Анатолія Никітіна. Він включає в себе експозиційну площу і фонди, де представлені як військові строї (переважно доби радянщини), так і військовий реманент, а також і зразки різноманітної зброї (без старовинних зразків 18-19 ст.). |            |
| Етнографічний музей просто неба (Маріуполь)                    | пр. Металургів                       | Музей у фазі розробки концепції та розшуку і придбання вартісних експонатів. За первісним планом Музей етнографії розташують у парку імені Гурова у Кальмцуському районі за типом скансена. Окрім історичних артефактів сюди перенесуть і демонтовані комуністичні монументи доби СРСР. |            |